# Virtual Boy Wario Land
Virtual Boy Wario Land es un videojuego de plataformas desarrollado y publicado por Nintendo para Virtual Boy en 1995. Está protagonizada por Wario, que se encuentra en las profundidades del subsuelo después de tropezar con una cueva llena de tesoros y debe encontrar el camino de regreso a la superficie. A lo largo del viaje, el jugador explora y busca elementos y potenciadores mientras lucha contra enemigos y derrota a jefes. Wario tiene la capacidad de saltar entre el fondo y el primer plano en ciertos puntos, haciendo uso del efecto 3D estereoscópico de Virtual Boy.
Virtual Boy Wario Land fue desarrollado por una gran parte del personal involucrado de Nintendo R&D1. Fue codirigida por Hiroji Kiyotake y Hirofumi Matsuoka y producida por Gunpei Yokoi. La música fue compuesta por Kazumi Totaka, siendo su proyecto final con R&D1. El juego recibió una recepción generalmente favorable, particularmente entre los comentaristas retrospectivos, recibiendo elogios por su jugabilidad y utilización de la profundidad 3D, pero las críticas se centraron en su corta duración. Se considera uno de los mejores juegos de Virtual Boy y su truco de fondo sirvió de inspiración para múltiples títulos, incluidos Donkey Kong Country Returns (2010), Mutant Mudds (2012) y Antonblast (2024).

## Jugabilidad
Siguiendo la jugabilidad de Wario Land: Super Mario Land 3, Virtual Boy Wario Land es un videojuego de plataformas de desplazamiento lateral protagonizado por Wario. La premisa sigue a Wario de vacaciones en la cuenca del río Awazon, relajándose en la cascada de Aldegara. Después de ser despertado por un castor, Wario nota extrañas criaturas entrando detrás de la cascada y decide seguirlas. Wario se topa con una cueva llena de tesoros e intenta reclamarla como suya, sin embargo, colapsa en las profundidades del subsuelo y debe encontrar el camino de regreso a la superficie.
El jugador controla a Wario en 14 pisos que constan de niveles no lineales. El objetivo principal de cada nivel es recolectar tesoros y encontrar una llave para desbloquear el ascensor al siguiente piso. Wario puede saltar o correr hacia los enemigos para derribarlos. Los enemigos aturdidos pueden ser recogidos y arrojados a otros enemigos o a nubes de monedas. Hay tres potenciadores que Wario puede equipar, incluido un sombrero de toro que aumenta su fuerza, un sombrero de águila que le permite volar y atacar en el aire y un sombrero de dragón que escupe fuego. Wario puede combinar los sombreros de águila y dragón en el sombrero de «Rey Dragón», que le otorga las tres habilidades.
Wario tiene la capacidad de saltar entre el fondo y el primer plano usando plataformas de salto. En la mayoría de los niveles, el jugador necesita navegar entre los dos aviones para explorar y buscar elementos, o evitar enemigos y obstáculos que se mueven entre los aviones. Si Wario sufre daño, se encogerá y perderá su poder hasta que recoja un diente de ajo o un sombrero. Si Wario es golpeado cuando es pequeño, pierde una vida y todas las monedas que había recogido en ese nivel. Cada tres pisos, Wario debe luchar contra jefes que utilizan el efecto 3D estereoscópico del Virtual Boy. Entre pisos hay minijuegos en los que Wario puede apostar el botín que ha conseguido hasta el momento. Cada nivel del juego contiene uno de los diez artefactos escondidos dentro de cámaras secretas y el final depende de si Wario los encontró todos y las monedas que recogió.

## Desarrollo y lanzamiento
Virtual Boy Wario Land fue desarrollado por una gran cantidad de personal involucrado de Nintendo R&D1. Fue codirigida por Hiroji Kiyotake y Hirofumi Matsuoka, quienes anteriormente se habían desempeñado como director y artista en Mario Paint, y producida por Gunpei Yokoi. Satoshi Matsumura actuó como uno de los coprogramadores del juego, mientras que la música y los efectos de sonido fueron compuestos por Kazumi Totaka, que finalmente fue su proyecto final con R&D1. Totaka incluye una canción llamada «Totaka's Song», un huevo de Pascua que esconde en la mayoría de los videojuegos que compone. Como todos los demás títulos de Virtual Boy, el juego emplea una combinación de colores rojo y negro y utiliza paralaje, un truco óptico utilizado para simular 3D.
El juego se mostró por primera vez en el E3 1995 con el nombre de Wario Cruise, su lanzamiento está previsto para el 21 de septiembre de 1995 en Japón y octubre de 1995 en Norteamérica. También hizo otra aparición en Shoshinkai 1995 bajo su título final, Virtual Boy Wario Land. El lanzamiento norteamericano se tituló Wario's Treasure Hunt, pero el nombre se cambió poco antes del lanzamiento. Nintendo publicó el juego por primera vez en Norteamérica en noviembre de 1995, seguido de Japón el 1 de diciembre de 1995.

## Recepción
Virtual Boy Wario Land obtuvo una recepción mayoritariamente positiva por parte de los críticos tras su lanzamiento, y la mayoría de las críticas se dirigieron al propio hardware de Virtual Boy. Nintendo Power consideró que el juego hizo un uso excelente del hardware Virtual Boy con algunos de los gráficos 3D y elementos de juego. Aaron Curtis de Los Angeles Times, encontró que el juego era divertido, pero no le gustó el estilo visual de Virtual Boy, mientras que Joel Easley de Rocky Mountain News, dijo que su uso de 3D demostraba las posibilidades de Virtual Boy. GamePro lo consideró el mejor juego de Virtual Boy, celebrando la calidad de los personajes y los efectos de sonido.
Dave Upchurch y Simon Clays de Nintendo Magazine System (Official Nintendo Magazine) elogiaron las imágenes nítidas, el departamento de audio y la jugabilidad del juego, pero sintieron que el efecto 3D era meramente cosmético y criticaron su corta duración. Next Generation comentó que, si bien atraía a los fanáticos más «incondicionales» de Mario, no era muy avanzado en comparación con los títulos más antiguos de Mario y sentían que la mecánica 3D no agregaba mucho al juego. Bryan Carter de Game Zero Magazine, elogió los gráficos 3D, los paisajes sonoros, los controles y la longevidad del juego. Jason Moore de N64 Magazine, escribió que «La VB fue la más ignorada y programada de todas las consolas de Nintendo, sin embargo, Wario Land es una porción típica de la excelencia de Nintendo y debería haber vendido la máquina por millones».

### Cobertura retrospectiva
Los comentarios retrospectivos de Virtual Boy Wario Land han sido más favorables y han sido celebrados como uno de los mejores juegos de Virtual Boy. Agustín Olvera y Stephen Smith de Kombo sintieron que su entorno cavernoso ayudó a Virtual Boy a enfatizar los detalles visuales sutiles, mientras que Dave Halverson de Play regresó al juego con frecuencia y lo elogió por no volverse aburrido para volver a jugar. Scott Alan Marriott de AllGame encontró divertido el juego, destacando los controles de Wario y el conjunto diverso de movimientos, así como los gráficos detallados y los jefes, pero notó su corta duración. Dave Frear de Nintendo Life elogió el uso del efecto 3D en el diseño visual y la rejugabilidad del juego, pero lamentó la falta de niveles adicionales. Retro Gamer opinó que el truco de fondo ayudó a mejorar un juego de plataformas que de otro modo sería «tradicional», mientras que el programa de entrevistas sobre videojuegos australiano Good Game consideró que se podría haber hecho más con sus imágenes.
Al escribir para 1UP.com y Nintendo World Report, Neal Ronaghan disfrutó del truco de fondo, pero sintió que no funcionó tan bien como podría al explorar el concepto. GamesRadar calificó a Virtual Boy Wario Land como un juego de plataformas «legítimamente asombroso» a pesar de su falta de truco «3D», mientras que Ben Bertoli de Kotaku sintió que no fue apreciado en el lanzamiento debido a su plataforma. Kyle Hilliard de Polygon afirmó que, a pesar de ser menos popular que todos los demás títulos de Wario, es el mejor juego de Wario. Habló de cómo, aunque era la primera vez que lo jugaba, sentía nostalgia por el uso de elementos familiares de la primera entrada de Wario Land. También elogió los efectos 3D del juego, particularmente las batallas contra los jefes. Varios medios esperaban verlo relanzado en otras plataformas de Nintendo, específicamente Nintendo 3DS, incluidas IGN, Destructoid y Retronauts.

## Legado
Virtual Boy Wario Land sirvió de inspiración para múltiples juegos de varios desarrolladores debido a su truco de fondo, incluido Donkey Kong Country Returns (2010) de Retro Studios, Mutant Mudds (2012) de Renegade Kid y Shantae Advance: Risky Revolution (2024) de WayForward. En 2016, el cofundador de Renegade Kid, Jools Watsham, reveló que propuso a Nintendo una nueva versión en color del juego para Nintendo 3DS, pero nunca recibió una respuesta, supuestamente debido a que Nintendo no quería volver a visitar Virtual Boy.